# 聚沙塔
聚沙塔又名聚沙百福宝塔，位于江苏省苏州常熟市梅李镇东。始建于南宋绍兴年间(1131-1162)。八角七层木檐楼阁式砖塔，通高32.83米。清代，道光十年（1830年）塔檐毁于野火，宣统三年（1911年）塔顶被台风吹倒，塔身向东北倾斜。1949年后先后由公安局、文化馆和皮革厂使用，1984-1985年修复后对外开放，1993年完成塔身纠偏扶正工程。1997年大修复原，恢复宋时旧观，并在塔周开辟聚沙公园。

## 保护
1991年10月，聚沙塔列为县级常熟市文物保护单位。1995年4月升格为江苏省文物保护单位。2013年3月5日核定为第七批全国重点文物保护单位。。